# Yang Weide
Yang Weide (em chinês tradicional: 楊惟德)  foi um estudioso chinês da dinastia Song que ajudou a escrever o Wujing Zongyao.